# Canadese kano

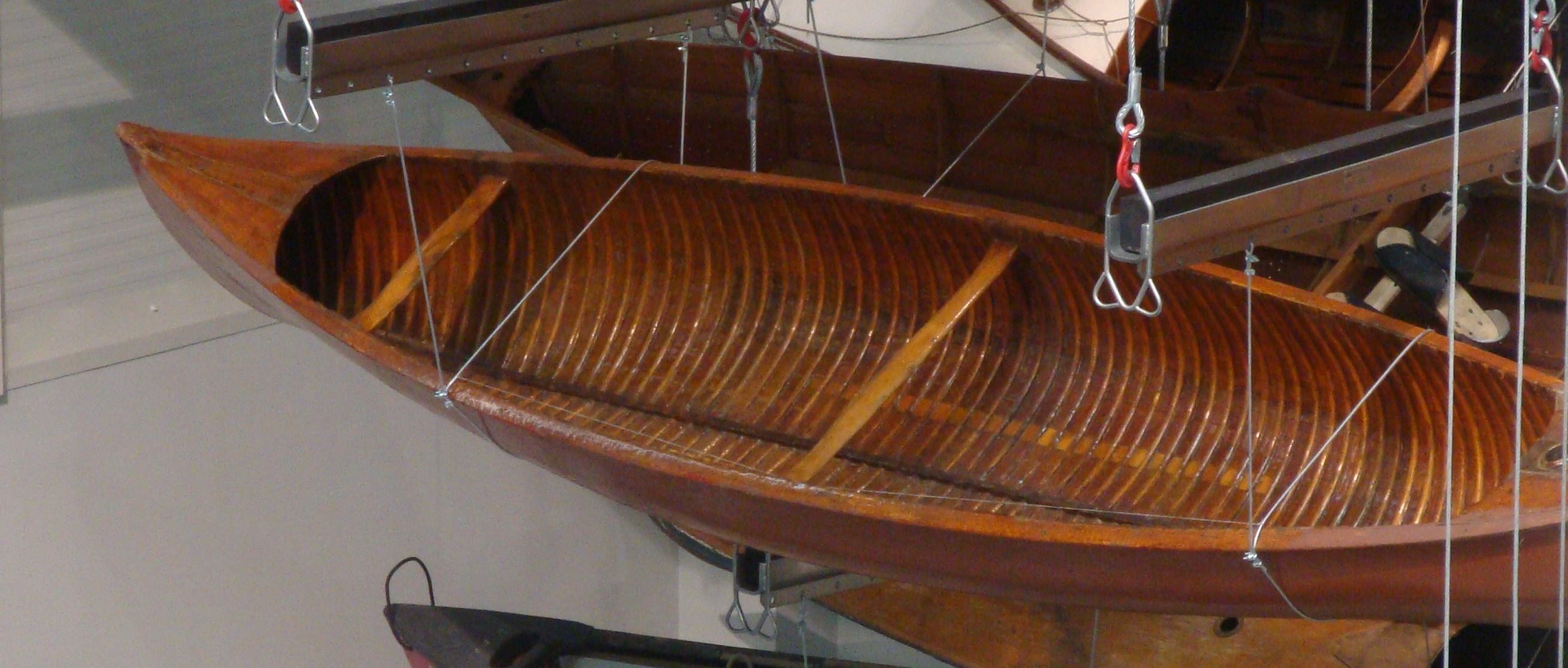
'Canadese Stijl' kano

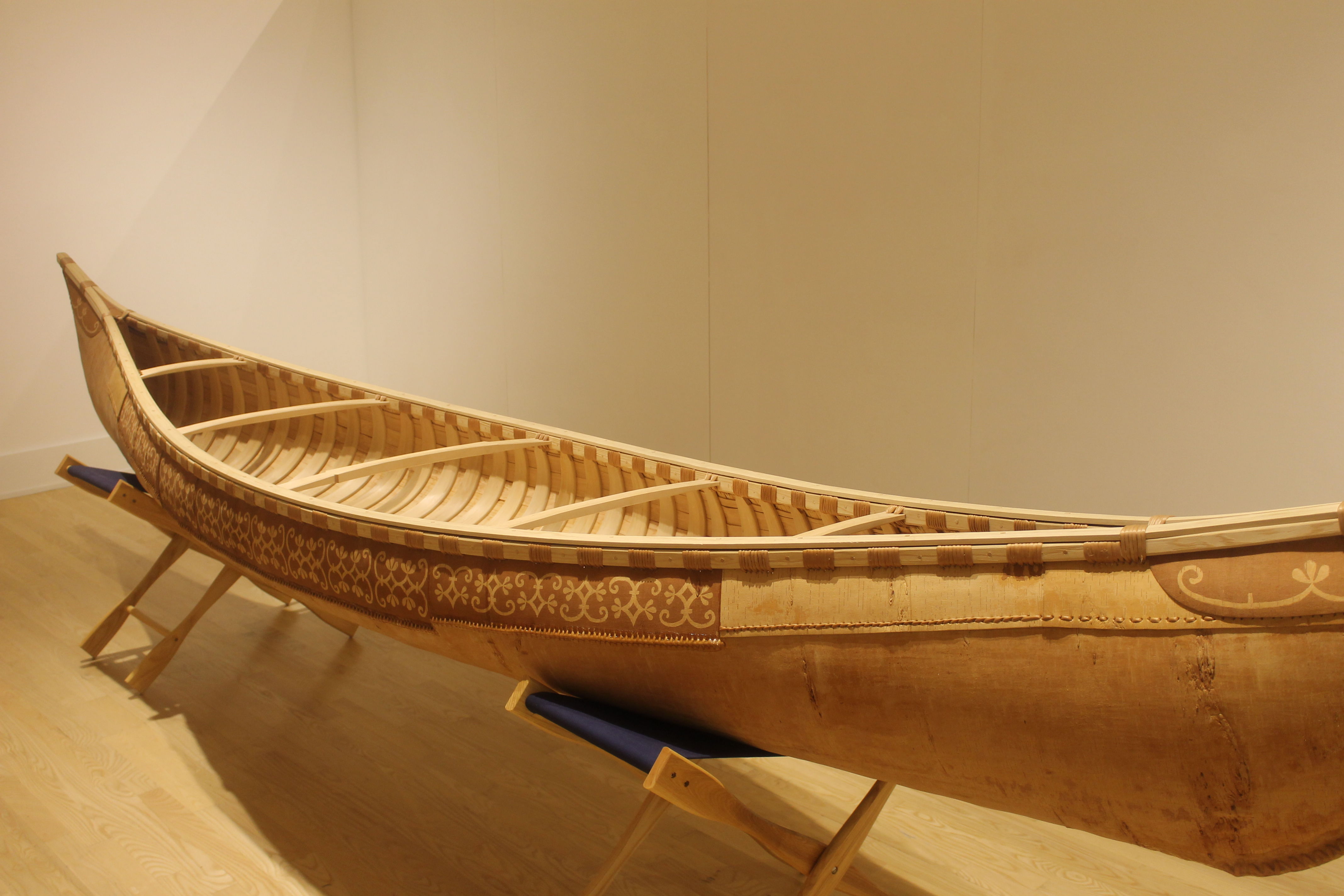
Berkenbastkano

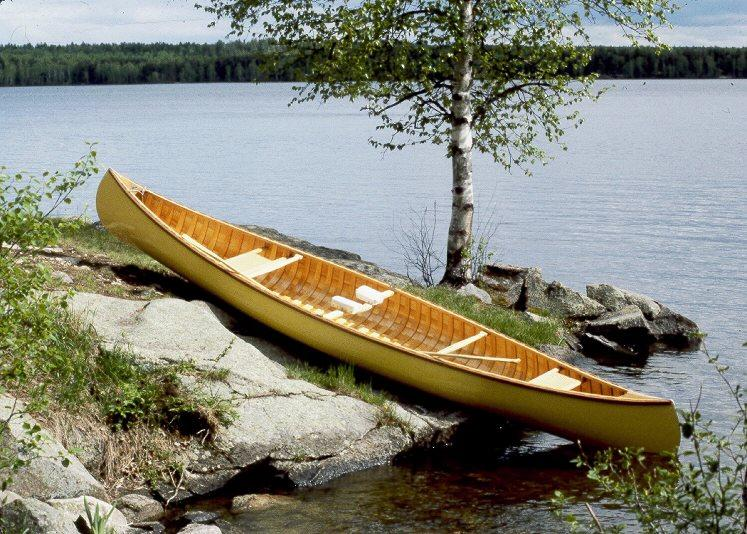
Hout & Canvas kano

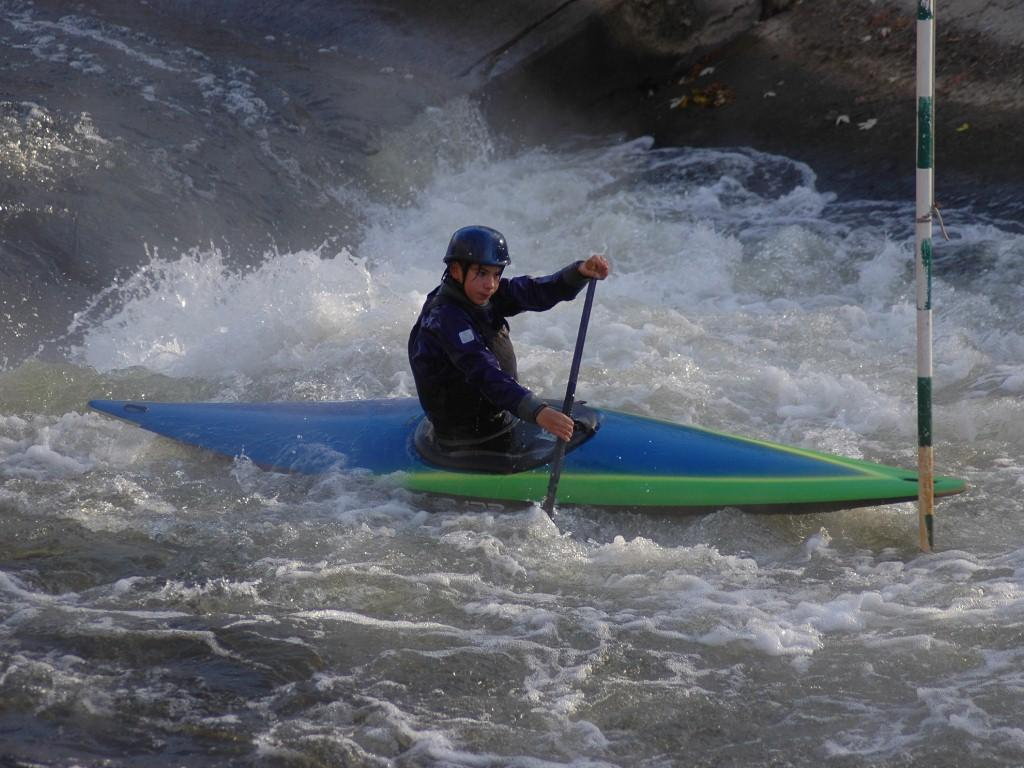
Gesloten wildwaterkano

Canadese kano is de benaming die in verscheidene Europese landen vaak gebruikt wordt voor een kano als onderscheid ten opzichte van de kajak. Dit gebruik is het gevolg van misvattingen bij de opkomst van de kanosport in Europa, waar men de kajak als de kano zag en de open toerkano de bijnaam ‘canadees’ kreeg naar de zogenaamde Canadese Stijl kano uit Canada. Dit was een bepaald type cederhouten toerkano dat midden 19de eeuw in de omstreken van Peterborough in Ontario werd gemaakt, gebaseerd op zowel de boomstamkano als de berkenbastkano van de Algonquin indianen aldaar. Dit in tegenstelling tot de zogenaamde Hout & Canvas kano uit Maine in de Verenigde Staten, die een geheel andere bouwwijze had en een directe afstammeling was van de berkenbastkano van met name de Penobscot indianen aldaar. In diverse Europese landen onderkende men dit onderscheid echter niet en ging men de benaming 'Canadese kano' voor allerlei soorten kano's gebruiken — zelfs voor gesloten wildwaterkano's…
De laatste decennia is er de trend om de term kano (open dan wel gesloten) in plaats van ‘Canadese kano’ te gebruiken, en de term kajak wanneer het uitsluitend om een kajak gaat.